# Lycée Charlemagne
Das Lycée Charlemagne ist eine der großen Schulen in Paris. Seine Adresse ist Rue Charlemagne 14, es liegt mitten im Marais, im 4. Arrondissement.
Napoleon I. machte es 1804 zum Lycée, zuvor gehörte das Gebäude den Jesuiten.
Das Lycée Charlemagne arbeitet zusammen mit dem Collège Charlemagne (früher Petit lycée), das sich in der Rue Charlemagne gegenüber dem Lycée befindet. Wie andere renommierte Pariser Gymnasien bietet es Vorbereitungsklassen an, die auf die Aufnahmeprüfungen der Elitehochschulen vorbereiten.

## Ehemalige Lehrer
- Auguste Angelier (1848–1911), Anglist und Literaturkritiker
- Jean Bayet (1892–1969), Latinist
- Louis Benaerts (1868–1941), Historiker
- Elie Bloncourt (1896–1978), Politiker
- Jean-Louis Burnouf (1775–1844), Latinist
- Eugène Charles Catalan (1814–1894), Mathematiker
- Eugène Chevreul (1786–1889), Chemiker
- Paul Couderc (1899–1981), Astronom
- François Fabié (1846–1928), Schriftsteller
- Louis-Benjamin Francoeur (1773–1849), Mathematiker
- Louis Galloudec (1864–1937), Politiker
- Pierre George (1909–2006), Geograph
- Jean Louis Alphonse Huillard-Bréholles (1838–1842), Historiker
- Joseph Lakanal (1762–1845), später am Lehrstuhl für alte Sprachen an der damaligen École centrale.
- Alexandre Langlois (1788–1854), Übersetzer
- Gustave Lanson (1857–1934), Historiker
- Théodore Lefebvre (1889–1943), Geograph
- Édouard Lucas (1842–1891), Mathematiker
- Gustave Rivet (1848–1936), Politiker und Schriftsteller
- Eugène Rouché (1832–1910), Mathematiker
- Amédée Thalamas (1867–1953), Geograph

## Ehemalige Schüler
- Claude Allègre (1937–2025), Geochemiker und Politiker
- Mathieu Amalric (* 1965), Schauspieler
- Honoré de Balzac (1799–1850), Schriftsteller
- Léon Blum (1872–1950), Politiker
- Francis Blanche (1921–1974), Schauspieler
- Henri Costilhes (1916–1995), Diplomat
- Georges Darien  (1862–1921), Schriftsteller
- Gustave Doré (1832–1883), Maler und Zeichner
- Émile Flourens (1841–1920), Politiker
- Franz Josef Furtwängler (1894–1965), Gewerkschafter
- Numa Denis Fustel de Coulanges (1830–1889), Historiker
- Théophile Gautier (1811–1872), Dichter
- Eugen Hallberger (1839–1921), Literaturwissenschaftler
- François-Victor Hugo (1828–1873), Sohn Victor Hugos, Shakespeare-Übersetzer
- Joseph Joffre (1852–1931), Marschall von Frankreich
- Lionel Jospin (* 1937), Politiker
- Roger Lagadec (* 1946), Elektroingenieur
- Jules Lagneau (1851–1894), Philosoph
- Pierre Messmer (1916–2007), Politiker
- Jules Michelet (1798–1874), Historiker
- Gérard de Nerval (1808–1855), Schriftsteller
- Pierre Rosenberg (* 1936), Direktor des Louvre und Mitglied der Académie française
- Jean Richepin (1849–1926), Schriftsteller, Mitglied der Académie française
- Charles Augustin Sainte-Beuve (1804–1869), Literaturkritiker
- Nicolas Léonard Sadi Carnot (1796–1832), Physiker
- Moritz Schwalb (1833–1916), liberalprotestantischer Pfarrer, Autor und Herausgeber
- Auguste Ambroise Tardieu (1818–1879), Gerichtsmediziner
- Auguste Vacquerie (1819–1895), Journalist und Schriftsteller
- René Worms (1869–1926), Soziologe und Philosoph